# Parc de Garraf

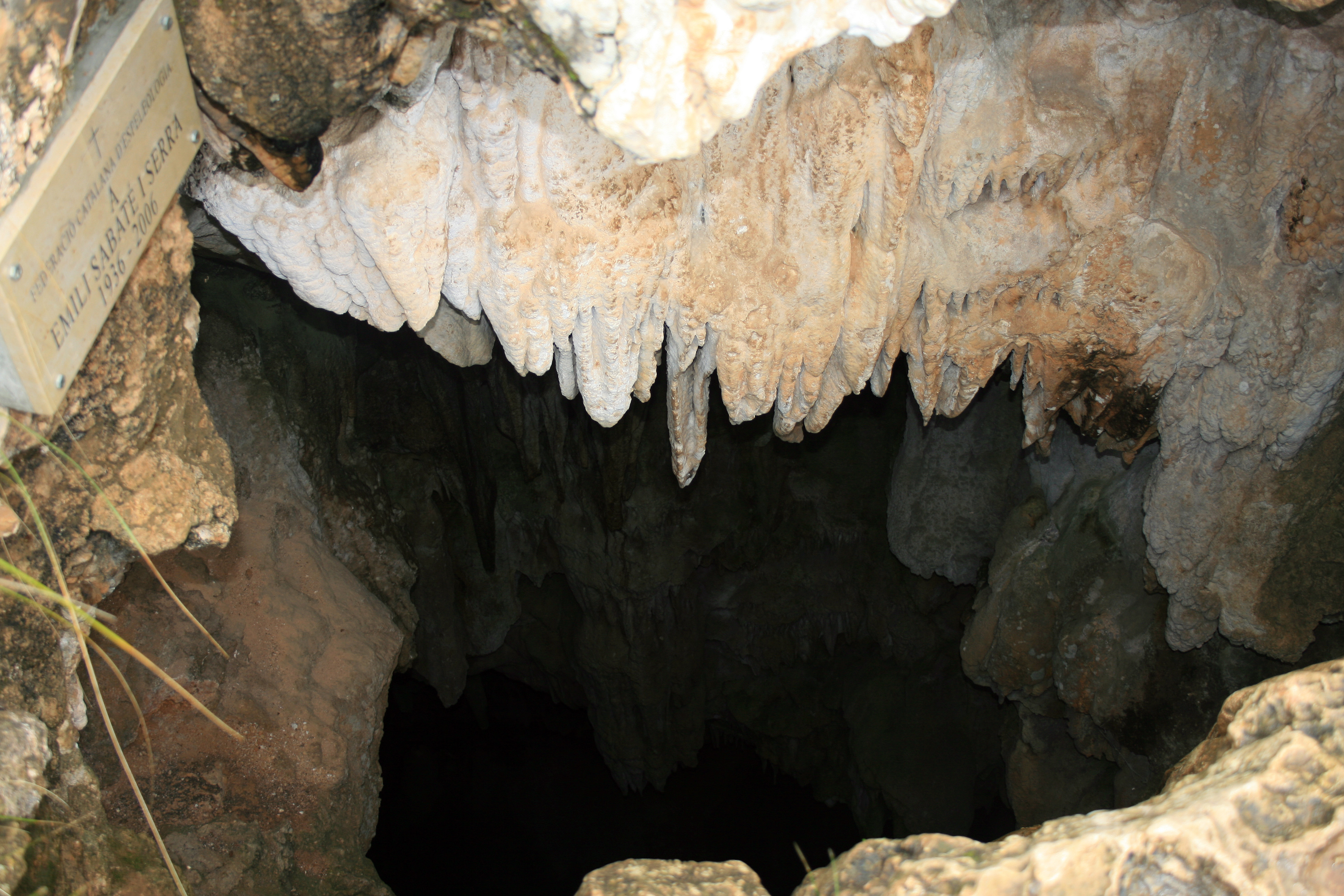
Avenc "Emili Sabaté" al Parc Natural de Garraf

El Parc de Garraf és un espai d'interès natural de 12.376 hectàrees que forma part de la Xarxa de Parcs Naturals protegits, promoguts i gestionats per la Diputació de Barcelona a través de l'Àrea d'Espais Naturals i Infraestructura Verda.
El parc està repartit entre els termes municipals d'Avinyonet del Penedès, Begues, Castelldefels, Gavà, Olesa de Bonesvalls, Olivella, Sant Pere de Ribes, Sitges i Vilanova i la Geltrú.
Està agermanat amb els parcs italians de Riserva Naturale Monte Soratte (2000) i el Parco Naturale della Maremma (2001)

## Geografia
En el parc hom troba restes d'antiga ocupació humana (com el castell d'Eramprunyà i els poblets abandonats de Campdàsens i Jafre) i masies que encara es dediquen a l'agricultura o a serveis del parc (com Can Planes i La Pleta). Just en la frontera del parc també hi ha la Creu de Sant Isidre, en el Puig d'en Boronet, molt apreciada pels sitgetans.

## Clima
La situació costanera determina un clima típicament mediterrani, amb escasses però torrencials pluges de primavera i tardor, suaus i temperats hiverns, i calorosos i eixuts estius. Aquesta última característica delimita el nombre d'espècies animals capaces d'assentar-s'hi. Les plantes, per tal de resistir aquestes condicions, desenvolupen una sèrie d'adaptacions encaminades a la supervivència i a la millora de l'efectivitat en la competència amb altres vegetals.
El caràcter torrencial de les pluges provoca una erosió mecànica extraordinàriament potent que arrossega tota mena de materials; si hi afegim l'erosió química, que dissol la roca calcària, l'efecte és impressionant: valls i rieres profundes i escarpades, d'un tortuós i bell traçat que la gent del país anomena fondos.

## Rutes a peu
Senders de gran recorregut:
- GR 5 (Sender dels miradors)
- GR 92 (Sender del Mediterrani)
- GR 92-3a (la Clota - l'Arboçar)
- GR 92-3b (l'Arboçar - Castellet)
- GR 92-4 (pla de Querol - camí del mas de l'Artís)